# باول كلاين
باول كلاين هو لاعب شطرنج إكوادوري، ولد في 23 نوفمبر 1915، وتوفي في 20 مارس 1992.

## وصلات خارجية
- باول كلاين على موقع مباريات الشطرنج (الإنجليزية)
- باول كلاين على موقع 365Chess.com (الإنجليزية)
- باول كلاين سجل أولمبياد الشطرنج على موقع OlimpBase.org (الإنجليزية)